# アーク・オブ・ア・ダイヴァー
『アーク・オブ・ア・ダイヴァー』（Arc of a Diver）は、イギリスのロック・ミュージシャン、スティーヴ・ウィンウッドが1980年に発表した、ソロ名義では2作目のスタジオ・アルバム。ウィンウッドにブレイクをもたらしたシングル・ヒット曲「ユー・シー・ア・チャンス」が収録されている。

## 背景
ウィンウッドは本作より、バリー・マニロウの大ヒット曲「想い出の中に」等を手掛けた作詞家ウィル・ジェニングスをソングライティングのパートナーとして迎え、後の作品でもジェニングスとの共作を続けていく。レコーディングはグロスタシャーの農場にあるウィンウッドのホーム・スタジオで行われ、ウィンウッド自身がすべての楽器を演奏した。ウィンウッドは更に、プロデュースやミキシングも自分で行い、エンジニアリングはウィンウッドとセカンド・エンジニアのジョン・クラークが共同で行った。
2012年10月1日には、ボーナス・ディスクが追加されたデラックス・エディション盤がイギリスで発売されている。

## 反響・評価
全英アルバムチャートでは20週チャート圏内に入り、最高13位を記録。
本作はイギリス国外でも大きな成功を収めた。アメリカのBillboard 200では3位を記録して自身初のトップ10入りを果たし、1981年4月にRIAAによってゴールドディスクに認定され、同年6月にはプラチナ認定も受けた。ニュージーランドのアルバム・チャートでは最高3位を記録し、25週連続でトップ50入りした。オランダのアルバム・チャートでは2週にわたって6位を記録。
本作からの第1弾シングル「ユー・シー・ア・チャンス」は、全英シングルチャートでは45位止まりだったが、アメリカではBillboard Hot 100で7位、『ビルボード』のメインストリーム・ロック・チャートで2位という大ヒットを記録。その後、「アーク・オブ・ア・ダイヴァー」もシングル・カットされて、アメリカではHot 100で48位、メインストリーム・ロック・チャートで11位に達し、「ナイト・トレイン」は『ビルボード』のダンス・ミュージック／クラブ・プレイ・シングル・チャートで52位を記録。
William Ruhlmannはオールミュージックにおいて5点満点中4.5点を付け「ウィンウッドのソロ名義の楽曲としては最高の"While You See a Chance"から始まる、この傑作アルバムによって、彼は完全に現代的なアーティストとして自己改革を果たした」と評している。

## 収録曲
特記なき楽曲はスティーヴ・ウィンウッドとウィル・ジェニングスの共作。
1. ユー・シー・ア・チャンス - "While You See a Chance" – 5:12
2. アーク・オブ・ア・ダイヴァー - "Arc of a Diver" (Steve Winwood, Vivian Stanshall) – 5:28
3. セカンド・ハンド・ウーマン - "Second-Hand Woman" (S. Winwood, George Fleming) – 3:41
4. スローダウン・サンダウン - "Slowdown Sundown" – 5:27
5. スパニッシュ・ダンサー - "Spanish Dancer" – 6:00
6. ナイト・トレイン - "Night Train" – 7:50
7. ダスト - "Dust" (S. Winwood, G. Fleming) – 6:19

### 2012年デラックス・エディション盤ボーナス・ディスク
1. "Arc of a Diver" (S. Winwood, V. Stanshall) - 4:15
  - アメリカ盤シングルのエディット・ヴァージョン[14]。
2. "Night Train"- 6:43
  - インストゥルメンタル・ヴァージョン[14]。
3. "Spanish Dancer"- 6:10
  - 2010年ヴァージョン[14]。
4. "Arc of a Diver: The Steve Winwood Story"- 56:33
  - BBC Radio 2のドキュメンタリー番組[3]。